# Ronan Harris
Ronan Harris (14 giugno 1967) è un cantante e musicista irlandese di musica elettronica, fondatore del gruppo futurepop VNV Nation, di cui fa attualmente parte assieme a Mark Jackson. Si occupa della scrittura dei brani, del cantato e della produzione musicale. Attualmente risiede ad Amburgo, in Germania .

## Storia
Il suo amore per la musica più dark cominciò fin dall'infanzia, quando sua madre canticchiava le melodie della band Whitehouse in cucina, mentre cucinava.
Ronan ha cantato anche col gruppo futurepop Bruderschaft nel loro Forever EP, ed è apparso nel disco Decemberunderground della band AFI, nel 2006, occupandosi della produzione di partiture elettroniche e di effetti in alcune canzoni. Nel 2001 ha prodotto l'album Eternity del gruppo Angels and Agony oltre a produrre vari remix per diverse band. È stato anche cofondatore della label Metropolis Records, ma la lasciò dopo l'uscita dell'album Futureperfect.
Nel 2006 ha inoltre fondato un proprio progetto musicale sotto il nome Modcom, producendo musica strumentale elettronica utilizzando sequencer e sintetizzatori analogici.
Egli esegue anche dj set dal vivo.

### Inizio coi VNV Nation
Nel 1988, Ronan si trasferisce da Dublino (Irlanda) a Londra (Inghilterra) e fonda i VNV Nation, nel 1990. Nello stesso anno, pubblicò due singoli: Body Pulse e Strength of Youth, usciti in vinile. Tra il 1990 e il 1994, egli continuò a lavorare sul materiale dei VNV Nation. Finalmente, nel 1994 conosce Mark Jackson, in Europa, che si unisce al gruppo come batterista e tastierista.
Da allora, I VNV Nation hanno pubblicato otto album, e hanno ancora gli stessi due membri (anche se membri aggiuntivi vengono utilizzati in tour come tastieristi).